# Тлакаелель
Тлакаелель (*Tlahcaélel з науатль — «відважне серце», бл. 1397 — 1487) — політичний, військовий та релігійний діяч Ацтекської імперії, один з провідних реформаторів ацтекської держави.

## Життєпис
Походив з династії Акамапічтлі. Син тлатоані Уіціліуітля та Какамаціуатль. Про молоді роки немає відомостей. Ймовірно обіймав посаду жерця Чіуакоатль. Після обрання тлатоані Іцкоатля, вуйка Тлакаелеля, ацтеки опинилися перед вибором: або визнати панування Маштли з Ацкапотцалько, або почати проти нього війну. Перед загрозою війни Іцкоатль і знать вирішили повністю підкоритися текапанекам. Проти цього виступив Тлакаелель. В значній мірі завдяки його зусиллям були проведені підготовчі дії для проведення військової кампанії та утворено союз з Тлакопаном й спадкоємцем трону Тескоко — Несауалькойотлєм.
У 1427 році призначається на посаду чіуакоатля, спеціально для нього впроваджену. Задля зміцнення внутрішнього становища здійснив подвійну реформу: стали присвоюватися титули воякам, що відзначилися в боротьбі, розпочалася роздача землі знаті, пов'язаної з династією, а також кожному з «кварталів» Теночтітлана. Це сприяло створенню опори для тлатоані у вигляді військової знаті та нової знаті на відміну від старої, родової знаті.
Після перемоги у 1428 році над Ацкапотцалько, Тлакаелель підтримав ініціативу (за іншою версією — особисто виступив з такою пропозицією) щодо знищення старих ацтекських книг, й написання нових, які звеличували ацтеків й обґрунтовували їхні права на панування в Анауаці (Мексиканській долині).
Після цього Тлакаелель провів релігійну реформу, відповідно до якої Уїцилопочтлі перестав бути лише племінним богом ацтеків, а перетворився на одного з головних божеств пантеону. Для підтвердження його величі порадив тлатоані спорудити величним храм, що став Головним храмом Теночтітлану.
Незабаром Тлакаелель очолив ацтекські війська з містом-державою Шочимілько, якому було завдано поразку бл. 1432 року. Шочимільки були одним з найбагатших народів Мексиканської долини, і ацтекські воїни могли б захопити велику здобич. Проте Тлакаелель заборонив їм входити в місто і грабувати його. Замість цього він наказав переможеним звести греблю, яка з'єднала Теночтітлан з материком в районі м. Койоакан. Шочимілько, до яких були додані і жителі підкореного раніше Койоакана, виконали цю роботу. Гребля завширшки близько 4,5 м з каменю і землі з проходами для човнів, перекритими мостами, проіснувала до приходу іспанських конкістадорів.
В наступному поході 1434–1435 років війська на чолі з Тлакаелелєм завдали нищівної поразки армії альтепетля Куітлауаки (розташовувалося на південного узбережжі оз. Шичимілько).
У 2-й пол. 1440-х років разом з великим тлатоані Монтесумою I або самостійно керував військовими діями проти конфедерації Чалько-Амекамекан, армії якої лише у 1465 році зазнали поразки і визнали зверхність Теночтітлану. Водночас бл. 1446 року підтримав (або сприяв) впровадженню ідеї здійснення великих жертвоприношень цьому богу. Саме з цього моменту починаються систематичні й значні принесення у жертву. У 1450 році після походу проти уастеків Монтесуми I і Тлакаелеля жертвоприношення полонених тривали 20 днів.
У 1451 (або 1452) році здійснив вдалий походив проти держави Куетлаштла (розташовувалася на території сучасного штату Веракрус). У 1450-х роках після перемоги ацтеків на головним містом міштеків Коаіштлауакою, за порадою Тлакаелеля великий тлатоані наказав наказав викресати перший спеціальний великий камінь-вівтар для ритуальних жертвоприношень (темалакатль), відомий як «Камінь Сонця».
Тлакаелель також приписують запровадження квіткових війн, що мали ритуальний характер, як своєрідної пожертви Сонцю, яке дає життя усьому на землі. За його пропозицією впроваджено систему створення ацтекських поселень (колоній) у підкорених, але спустошених землях. Першою стала Оахака.
Крім того, Тлакаелеля вважають реформатором ацтекського війська, організатором почтека, фундатором ботанічного саду в Оаштепекі (у сучасному штаті Морелос).
У 1469 році після смерті його зведеного брата Монтесуми I, Рада чотирьох запропонувала Тлакаелелю титулу великого тлатоані. Проте він відмовився й сприяв обранню Ашайакатля, не допустивши до влади старшого сина Монтесуми I — Ікеуатціна. Після смерті 1483 році Ашайакатля брав участь в обранні імператором Тісока. Свій вплив та владу він продовжував зберігати й за уей[чого?] тлатоані Ауіцотля. Після смерті у 1487 році Тлакаелея, його посаду успадкував син Тлілпотонка. Збереглися дві версії похорону Тлакаелеля. За однією, його тіло було спалено, попіл похований поруч з прахом раніше померлих тлатоані; за другою — його тіло забальзамували, обрядили у військовий одяг і, посадивши в спеціальні ноші, використовували надалі як реліквію, здатну допомагати у військових справах.

## Родина
Головна дружина — Макуісцін, донька Уеуе Кетцальмакаціна, тлатоке Амакемекана.
Діти:
- Тлілпотонка (д/н-1503), чіуакоатль у 1487–1503 роках
- Какамацін (д/н-1478), тлакочкалькатель (голова Ради чотирьох)
- Шіупопокацін